# Bonallack Trophy

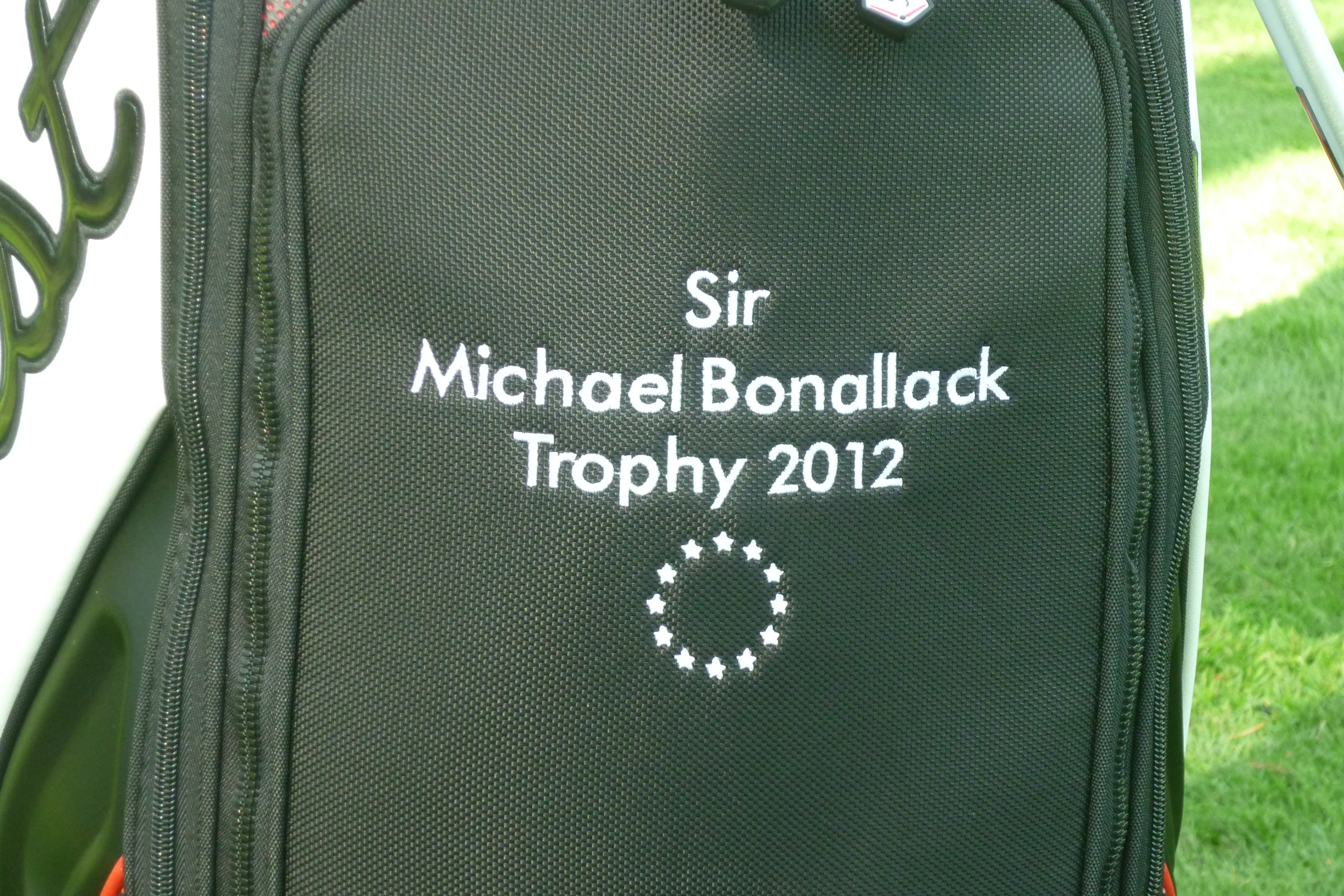
golftas

De Bonallack Trophy is een golftoernooi voor amateurs. Het toernooi is genoemd naar Michael Bonallack.
De eerste editie vond plaats in 1998 in Perth, Australië. Er wordt gespeeld in het jaar dat er geen Ryder Cup plaatsvindt, beurtelings op een baan in Europa en in Australazië. Er wordt gebruikgemaakt van dezelfde formule als bij de Ryder Cup. De spelers zijn verdeeld in een team van Europese spelers en een team van Australaziatische spelers.
In 2010 werd het evenement geannuleerd na de vulkaanuitbarsting onder de Eyjafjallajökull op IJsland, waardoor het vliegverkeer stillag. Niet alle Europese spelers konden op tijd vertrekken, Er werd alleen een demonstratiewedstrijd gespeeld.
| Jaar | Baan                                    | Winnaars    | Score       | Score       | Verliezers  |
| ---- | --------------------------------------- | ----------- | ----------- | ----------- | ----------- |
| 1998 | Lake Karrinyup, Perth, Australië        | Europa      | 18          | 14          | Australazië |
| 2000 | Puerta de Hierro, Madrid, Spanje        | Europa      | 20          | 12          | Australazië |
| 2002 | Hirono Golf Club, Japan                 | Australazië | 18          | 14          | Europa      |
| 2004 | Olgiata Golf Club, Italië               | Australazië | 16½         | 15½         | Europa      |
| 2006 | Auckland Golf Club, Nieuw-Zeeland       | Europa      | 18          | 14          | Australazië |
| 2008 | Club de Golf Valderrama, Spanje         | Europa      | 20          | 12          | Australazië |
| 2010 | Karnataka Golf Club, Bangalore, India   | geannuleerd | geannuleerd | geannuleerd | geannuleerd |
| 2012 | Monte Rei Golf & Country Club, Portugal | Europa      | 21½         | 10½         | Australazië |
| 2014 | Karnataka GA, India                     | Europa      | 17½         | 14½         | Australazië |
| 2016 |                                         | Europa      | 21½         | 10½         | Australazië |

## De spelers
Deelnemers worden geselecteerd op basis van de World Amateur Golf Ranking.

#### Team Europa
- 2002:  Alfredo García Heredia,  Raphaël de Sousa,  Martin Wiegele, captain Colin Wood
- 2004:  Gonzalo Fernández-Castaño,  James Heath, captain Colin Wood
- 2006:  Antti Ahokas,  Oliver Fisher,  Julien Guerrier,  Joost Luiten,  Richie Ramsay
- 2008:  Björn Åkesson,  Wallace Booth,  Nigel Edwards,  Sean Einhaus,  Benjamin Hebert,  Alexandre Kaleka,  Shane Lowry,  Pedro Oriol,  Callum Macaulay,  Joel Sjöholm,  Danny Willett,  Chris Wood, captain Gonzaga Escauriaza, Spanje
- 2010:  Knut Børsheim,  James Byrne,  Paul Cutter,  Victor Dubuisson,  Tommy Fleetwood,  Matt Haines,  Ross Kellett,  Jesper Kennegard,  Max Kieffer,  Carlos Pigem en  Kalle Samooka,  Romain Wattel; n.p. captain Andrew B Morgan, Wales.
- 2012:  Thomas Detry,  Alan Dunbar,  Rhys Enoch,  Jack Hiluta,  Daan Huizing,  Robert Karlsson,  Robin Kind,  Moritz Lampert,  Jon Rahm-Rodriguez,  Marcel Schneider,  Ben Taylor,  Manuel Trappel, captain Andrew B. Morgan (Wales)
- 2014:  Ashley Chesters,  Ryan Evans,  Albert Eckhardt,  Dominic Foos,  Mario Galiano Aguila,  Taylor James MacDonald,  Dermot McElroy,  Gavin Moynihan,  Renato Paratore,  Max Roehrig,  James Ross,  Robbie van West
- 2016:  David Boote,  Ivan Cantero Gutierrez,  Luca Cianchetti,  Grant Forrest,  Mario Giuliano,  Jack Hume,  Jeroen Krietemeijer,  Stefano Mazzoli,  Jack McDonald,  Bradley Moore,  Robin Petersson,  Ashton Turner

#### Team Australazië
- 2008:  Rohan Blizard,  Shih-Chang Chan,  Ming-Chuan Chen,  Varut Chomchalam,  Anthony Fernando,  James Gill,  Yuki Ito,  Bi-O Kim,  Yeong-su Kim,  Danny Lee,  Tim Stewart,  Naoyuki Tamura, captain Roger Brennand, Hutt Golf Club, Nieuw-Zeeland
- 2010: Mhark Fernando, Chang-Won Han, Chi-Hsien Hsieh, Chien-Yao Hung,  Rashid Khan, Meen-Whee Kim, Keisuke Otawa, Peter Jordan Sherratt, Spearman Burn, Yuki Usami,  Jonathan Woo, Xin-Jun Zhang
- 2012:  Benjamin Campbell,  Seenappa Chikkarangappa,  Jake Higginbottom,  Khalin Hitesh Joshi,  Chien-Yao Hung,  Chang-Woo Lee,  Soo-Min Lee,  Hideki Matsuyama,  Mathew Perry,  Taihei Sato,  Cameron Smith,  Natipong Srithong, captain Taimur Hassan Amin (Pakistan)
- 2014:  Geoffrey Drakeford,  Cheng Jin,  Nam-hun Kim,  Kenta Konishi,  Chieh-Po Lee,  Soo-min Lee,  Taylor James MacDonald ,  Shinichi Mizuno,  Joshua Munn,  Daichi Sato,  Karan Taunk,  Dou Zecheng
- 2016:  Brett Coletta,  Han-Ting Chiu,  Samarth Dwivedi,  Gregory Foo,  Toshiki Ishitoku,  Takumi Kanaya,  Jae-Kyeoung Lee,  Zach Murray,  Aman Raj,  Luke Toomey,  Chu-An Yu,  Sung-ho Yung